# Atlantisch orkaanseizoen 1977
Het Atlantisch orkaanseizoen 1977 duurde van 1 juni 1977 tot 30 november 1977. Het seizoen 1977 was op het seizoen 1983 na het inactiefste seizoen. Het seizoen telde slechts 6 tropische stormen, waarvan 4 orkanen van de eerste categorie en één majeure orkaan van de vijfde categorie. De eerste storm liet op zich wachten; de eerste naam werd pas vergeven op 30 augustus, daarmee is 1977 een van de seizoenen, die het laatst van start gingen.

## Cyclonen

### Orkaan Anita

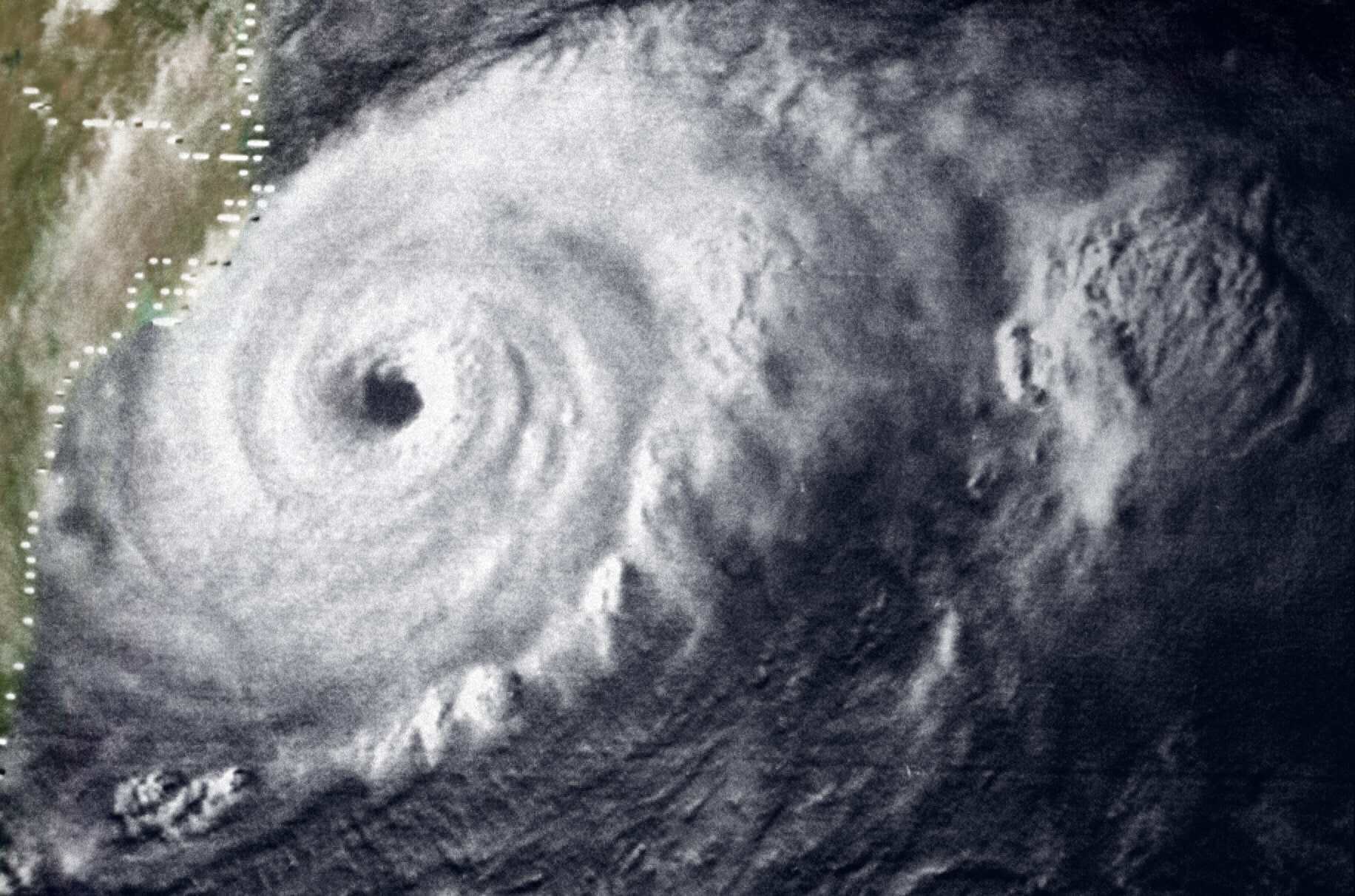
Anita op haar hoogtepunt op 2 september

Een brede tropische onweersstoring, die op 16 augustus van de Afrikaanse kust westwaarts trok, was zonder zich te ontwikkelen over de Atlantische Oceaan en de Caraïbische Zee getrokken en boven Florida, Cuba en de Bahama's terechtgekomen. Vandaar trok de storing de Golf van Mexico binnen en vond daar een lagedrukgebied op grote hoogte. Toen er zich boven het gebied een anticycloon vormde, die de uitstroom van tropische cyclonen bevordert, werd aan alle voorwaarden voldaan voor een spoedige ontwikkeling van het systeem. Op 29 augustus vormde zich een tropische depressie, die op 30 augustus promoveerde tot tropische storm Anita en dezelfde dag nog tot orkaan Anita. Anita lag nu ten zuiden van New Orleans en bedreigde de kust van Texas, maar omdat een hogedrukgebied zich boven Texas opbouwde, werd Anita gedwongen tot een zuidelijkere koers.
Anita trok naar het westzuidwesten, naar de kust van Tamaulipas. Ook haar ontwikkeling ging niet meer zo snel als op 29 en 30 augustus; op 1 september bereikte zij de tweede categorie. Vlak voor de Mexicaanse kust kwam Anita boven een stroom van warmer water terecht (de temperatuur van het zeewater was minstens 1°C warmer dan in de rest van de Golf van Mexico) en Anita reageerde direct. Op 2 september bereikte Anita haar hoogtepunt met windsnelheden van 280 km/uur, een sterke vijfde categorie orkaan. Even later landde zij 130 km ten noorden van Tampico in Tamaulipas. Anita liep zich daarna snel stuk op de Oostelijke Sierra Madre. Anita eiste tien mensenlevens. De schade van Anita is nooit helemaal opgehelderd, maar aangenomen mag worden dat zij grote schade aan landbouw en visserij in het getroffen gebied heeft toegebracht.

### Orkaan Babe
Op 3 september ontwikkelde zich een subtropische storm boven de Golf van Mexico. Deze had de volgende dag genoeg tropische kenmerken aangenomen voor de status van tropische storm Babe. Babe trok westwaarts en draaide toen naar het noordnoordoosten, richting Louisiana. Babe werd vlak voor landing aldaar een orkaan. Boven land verzwakte Babe snel tot een tropische depressie en draaide bij naar het noordoosten en oosten. Hierdoor bracht zij veel regen in Alabama, Mississippi, het noorden van Georgia en South Carolina. Op 9 september loste Babe op boven South Carolina, Babe veroorzaakte $10 miljoen schade (niet gecorrigeerd voor inflatie), maar eiste geen slachtoffers.
Een uniek toeval wilde dat op hetzelfde moment er in het tyfoonseizoen van de westelijke Stille Oceaan een tyfoon Babe bestond.

### Orkaan Clara
Clara kwam voort uit hetzelfde systeem dat Babe had voortgebracht. Een wolkenmassa met convectie, gepaard gaande met een spiraalvormige band met stormachtige winden, dreef naar het noordoosten weg van de in wording zijnde Babe. Boven Georgia en South Carolina begon de storing zich te organiseren en een tropische depressie vormde zich op 5 september ten noorden van Charleston, South Carolina. Ontwikkeling boven land is zeldzaam, maar niet onmogelijk. De depressie trok de Oceaan op naar het oostnoordoosten en won aan kracht. Op 8 september promoveerde de tropische depressie tot tropische storm Clara, die later die dag een orkaan werd. Daarna ondervond Clara sterke stroming in de bovenlagen van de atmosfeer, die haar structuur snel aan flarden scheurde en zij loste op 12 september op.

### Orkaan Dorothy
Tropische storm Dorothy kwam voort uit een tropische depressie, die uit een tropische onweersstoring was ontstaan. Dorothy bevond zich halverwege de Bahama's en Bermuda en trok naar het noordoosten. Clara schampte Bermuda, toen zij ten zuiden van het eiland langs trok. Daarna werd zij een orkaan op 28 september. De volgende dag verloor zij haar tropische kenmerken ten zuiden van Newfoundland.

### Orkaan Evelyn
Op 13 oktober vormde zich een tropische depressie op 650 km ten zuiden van Bermuda. Deze trok naar het noorden en promoveerde dezelfde dag tot tropische storm Evelyn. Op 14 oktober trok Evelyn over Bermuda naar het noorden. Ten noorden van Bermuda promoveerde zij tot orkaan, maar de volgende dag verloor zij haar tropische kenmerken boven het zuidwesten van Newfoundland.

### Tropische storm Frieda
Op 16 oktober vormde zich tropische storm Frieda uit een tropische depressie boven het westen van de Caraïbische Zee. Frieda trok naar het westen en bereikte op 18 oktober haar hoogtepunt met windsnelheden van 100 km/uur. Daarna verzwakte zij om de volgende dag als tropische depressie Frieda te landen, nabij Belize City, de voormalige hoofdstad van Belize.

## Waarom was het seizoen 1977 zo inactief?
Niet alleen het Atlantisch orkaanseizoen van 1977 was erg inactief, ook het orkaanseizoen van de oostelijke Stille Oceaan en het tyfoonseizoen in het westen van de Stille Oceaan waren erg inactief. Anders dan in 1983 is hiervoor geen aanwijsbare oorzaak gevonden.

## Namen
De volgende lijst met namen werd gebruikt. Later werd besloten de naam Anita nooit meer te gebruiken.
| - Anita - Babe - Clara - Dorothy - Evelyn - Frieda - Grace (niet gebruikt) | - Hannah (niet gebruikt) - Ida (niet gebruikt) - Jodie (niet gebruikt) - Kristina (niet gebruikt) - Lois (niet gebruikt) - Mary (niet gebruikt) - Nora (niet gebruikt) | - Odel (niet gebruikt) - Penny (niet gebruikt) - Raquel (niet gebruikt) - Sophia (niet gebruikt) - Trudy (niet gebruikt) - Virginia (niet gebruikt) - Willene (niet gebruikt) |